# شیرین‌بیان (سرده)
شیرین بیان، مک (نام علمی: Glycyrrhiza) نام یک سرده از زیرخانواده باقالی‌ها است.